# استوینوس (دهانه)
استوینوس یک دهانه برخوردی در ماه‌ است.

## دهانه‌های اقماری
این دهانه ۱۳ دهانه اقماری دارد.
| Stevinus | عرض جغرافیایی | طول جغرافیایی | قطر          |
| -------- | ------------- | ------------- | ------------ |
| A        | ۳۱.۸° S       | ۵۱.۶° E       | ۸.۰ کیلومتر  |
| C        | ۳۳.۴° S       | ۵۲.۸° E       | ۱۹.۰ کیلومتر |
| B        | ۳۱.۱° S       | ۵۲.۶° E       | ۲۰.۰ کیلومتر |
| E        | ۳۵.۳° S       | ۵۲.۵° E       | ۱۶.۰ کیلومتر |
| D        | ۳۴.۸° S       | ۵۰.۹° E       | ۲۲.۰ کیلومتر |
| G        | ۳۳.۷° S       | ۵۰.۴° E       | ۱۳.۰ کیلومتر |
| F        | ۳۰.۶° S       | ۵۲.۷° E       | ۱۰.۰ کیلومتر |
| H        | ۳۳.۲° S       | ۵۰.۶° E       | ۱۵.۰ کیلومتر |
| K        | ۳۴.۳° S       | ۵۵.۴° E       | ۸.۰ کیلومتر  |
| J        | ۳۶.۱° S       | ۵۲.۴° E       | ۱۳.۰ کیلومتر |
| L        | ۳۳.۸° S       | ۵۶.۱° E       | ۱۴.۰ کیلومتر |
| S        | ۳۰.۷° S       | ۵۱.۲° E       | ۷.۰ کیلومتر  |
| R        | ۳۱.۶° S       | ۵۰.۹° E       | ۲۶.۰ کیلومتر |